# Club Desportivo Portalegrense
O Club Desportivo Portalegrense é um clube sediado na cidade de Portalegre, Portugal.

## História
O Desportivo foi fundado em 1925, na cidade de Portalegre, Portugal.

## Palmarés
- III Divisão: 1975/76; 1987/88
- AF Portalegre 1ª Divisão: 1999/00, 1997/98, 1968/69, 1966/67, 1965/66, 1964/65, 1963/64, 1961/62, 1960/61 e 1959/60
- AF Portalegre 2ª Divisão: 2003/04
- AF Portalegre Taça: 2017/18, 1999/00, 1997/98,
- AF Portalegre Supertaça: 1999/00
- AF Taça de Honra: 2017/18

## Ligações Externas
- (em português) Site Oficial (em construção)
- (em português) Notícias Desportivo Portalegrense SAD